# 테르세이라섬
테르세이라섬(Terceira Island)은 대서양 아소르스 제도의 포르투갈령 섬이다. 인구는 56,000명으로, 주요 산업은 농업이다. 이 섬에 위치한 앙그라두에로이즈무는 한때 아소르스 제도의 중심도시였으며, 오늘날에는 UNESCO 세계유산으로 지정되어 있다. 섬의 동북부 프라이아다비토리아에는 라즈스 공군기지가 위치하여 포르투갈 공군 및 미국 공군이 주둔하고 있다.